# Pirodriloides albanensis
Pirodriloides albanensis är en ringmaskart som först beskrevs av Erséus 1990.  Pirodriloides albanensis ingår i släktet Pirodriloides och familjen glattmaskar. Inga underarter finns listade i Catalogue of Life.